# Kikuchi Kan Prize
Il Kikuchi Kan Prize (菊池寛賞?, Kikuchi Kan Shō) premia i risultati ottenuti in tutti gli aspetti della cultura giapponese, con particolare attenzione per la letteratura. È stato chiamato in onore di Kikuchi Kan. Il premio viene presentato ogni anno dalla rivista letteraria ‘’Bungei Shunjū’’ e dalla ‘’Società per la promozione della letteratura giapponese’’.

## Storia
Il Kikuchi Kan Prize originale è stato istituito nel 1938 su iniziativa di Kikuchi Kan come premio per onorare gli autori più maturi nel panorama letterario giapponese. In linea con l'intento del premio, la giuria era composta da romanzieri di età pari o inferiore a 45 anni e i destinatari erano romanzieri di età pari o superiore a 46 anni. Il premio fu sospeso dopo sei anni, ma fu ripristinato nel 1952, dopo la morte di Kikuchi. La gamma dei destinatari è stata ampliata per onorare i risultati ottenuti nel cinema, nella radiodiffusione e in altri campi della cultura contemporanea. La giuria si riunisce in ottobre per valutare i lavori pubblicati dal 1 settembre dell'anno precedente fino al 31 agosto, e i premi vengono annunciati nel numero di dicembre di Bungei Shunjū.

## Elenco dei vincitori (parziale)
Fra i vincitori sono annoverati singoli individui ma anche istituzioni.
- Iwanami Shoten, 1953 [2]
- Yomiuri Shimbun, 1953 [2]
- Eiji Yoshikawa, 1953 [2]
- Asahi Shinbun,[2]
- Ihei Kimura, 1955 [2]
- Chikage Awashima, 1956 [2]
- Mainichi Shinbun, 1957 [2]
- NHK, 1959 [2]
- Kan Shimozawa, 1962 [2]
- Donald Keene, 1962 [2] [3]
- Kenichi Horie, 1963 [2]
- Oya Soichi, 1965 [2]
- Nobuko Yoshiya, 1967 [2]
- Ishikawa Tatsuzo, 1969 [2]
- Seichō Matsumoto, 1970 [2]
- Ken Domon, 1971 [2]
- Toshiro Mayuzumi, 1971 [2]
- Mizukami Tsutomu, 1971 [2]
- Nagai Tatsuo, 1972 [2]
- Yōji Yamada, 1972 [2]
- Hideo Kobayashi, 1973 [2]
- Akira Yoshimura, 1973 [2]
- Edward Seidensticker, 1977[4]
- Yasushi Inoue, 1980[4]
- Hisashi Inoue, 1999[5]
- Mitsumasa Anno, 2008 [2]
- Yoshiharu Habu, 2008 [2]
- Matsumoto Seichō Memorial Museum, 2008 [2]
- Eiji Mitooka, 2011 [2]
- Osamu Akimoto, 2016 [6]
- Yōko Ogawa, 2021[2]
- Yuzuru Hanyū, 2022[7]
- Miyuki Miyabe, 2022[7]
- Kōki Mitani, 2022[7]
- Masako Nozawa, 2023[8]
- Keigo Higashino, 2023[2]
- Nahoko Uehashi, 2024[9]
- Tetsuya Chiba, 2024[9]